# Aion: The Tower of Eternity
Aion: Ereshkigal's Wrath é um MMORPG criado pela NCSoft. Já foi lançado na Coreia do Sul e na China. O jogo esta nas lojas americanas desde 22 de Setembro de 2009 e europeias no dia 25 do mesmo mês. No Brasil, se o jogador quiser ter acesso a versão Norte-Americana, terá que pagar uma taxa. Desde de 22 de Dezembro de 2009, o jogo é distribuído pela, Level Up! Games em parceria com a NCSoft. Em 2012 o jogo que fazia muito pouco sucesso, virou free-to-play que começou a fazer relativo sucesso.

## História
Com a destruição da Torre da Eternidade, o mundo de Atreia foi rasgado em dois pedaços, e os Balaur, inimigos primordiais da humanidade, foram banidos para sua terra natal – localizada na crosta exterior do planeta.
Os sobreviventes do cataclismo se dividiram em dois grupos, e cada um foi para uma das regiões restantes de Atreia. Aqueles que foram para o norte ficaram conhecidos como Asmodians, liderados por cinco lordes Shedins. Quem foi para o sul constituiu o povo de Elyos, liderados por cinco lordes Serafins.
Um grupo culpou o outro pela tragédia, gerando um ódio que durou centenas de anos.

## Classes
Dependendo da facção escolhida, você tem seis opções diferentes de classes para escolher. Independente dos nomes, as funções existentes, todos os tipos de Classe são essenciais em um grupo e podem ser resumidas em:
| Classe                             | Descrição |
| ---------------------------------- | --- |
| Warrior (Gladiator e Templar)      | Fisicamente resistente, ele usa o combate corpo a corpo para causar grandes danos e evitar que seus aliados se machuquem.              |
| Scout (Ranger e Assassin)          | Sutileza é sua arma. Ele é capaz de matar sem ser visto, embora morra facilmente.                                                      |
| Mage (Spiritmaster e Sorcerer)     | Escondido atrás de seus aliados, o mago usa magias para atrapalhar o desempenho dos inimigos e causar danos.                           |
| Priest (Cleric e Chanter)          | O pilar de qualquer grupo, responsável por recuperar a vida dos aliados e torná-los mais habilidosos durante as lutas.                 |
| Muse (Songweaver)                  | Classe do tipo mágico usa notas musicais para invocar magia elemental, curar vida e mana dos aliados, e dar sustância ao grupo.        |
| Technist (Aethertech e Gunslinger) | Para destruir qualquer linha, os engenheiros usam desde duas pistolas até um robô que acaba com qualquer um que estiver em sua frente. |

## Facções
A vida com excesso de luz tornou os Elyos não apenas bonitos, mas também muito arrogantes. Considerando-se abençoados, eles acreditam ter o direito de posse do mundo inteiro e estão dispostos a sacrificar muitas vidas para atingir seus ideais de pureza.
Separados dos Elyos pelo cataclismo, os Asmodians são uma raça corajosa que vive em regiões tenebrosas de Atreia. O medo das trevas os fez muito zelosos em relação aos seus familiares, porém cruéis em relação a quaisquer forasteiros.

## Recepção
Aion recebeu, em geral, respostas positivas dos críticos profissionais. No agregador de resenhas Metacritic, recebeu uma média de avaliação de 76/100. As análises favoráveis destacam que Aion oferece um "visual refrescante" do ponto de vista artístico e uma "ótima primeira impressão", com muito capricho e equilíbrio. O site IGN afirma que Aion "tenta oferecer algo para todos — e consegue, embora em graus variados e em diferentes momentos".

As críticas negativas concentram-se na tendência do jogo ao grinding (repetição excessiva de tarefas) e na falta de recursos inovadores. A análise da GameSpot observou que os primeiros níveis do jogo eram "dinâmicos e intuitivos", mas que o grinding "rapidamente se tornou incômodo". O programa X-Play avaliou que "após algumas horas, fica claro que não há muito de radicalmente diferente aqui". A GameSpot também apontou que os servidores pareciam incapazes de lidar com o número de jogadores envolvidos nas batalhas JxJ (jogador contra jogador) em larga escala.